# Oui, šéfe!
Oui, šéfe! (Comme un chef) je francouzsko-španělská komedie z roku 2012. Režisérem filmu je Daniel Cohen. Hlavní role ve filmu zastávají Jean Reno a Michaël Youn.